# Verkiezingen voor het Europees Parlement 2014/Kandidatenlijst/Liberaal Democratische Partij

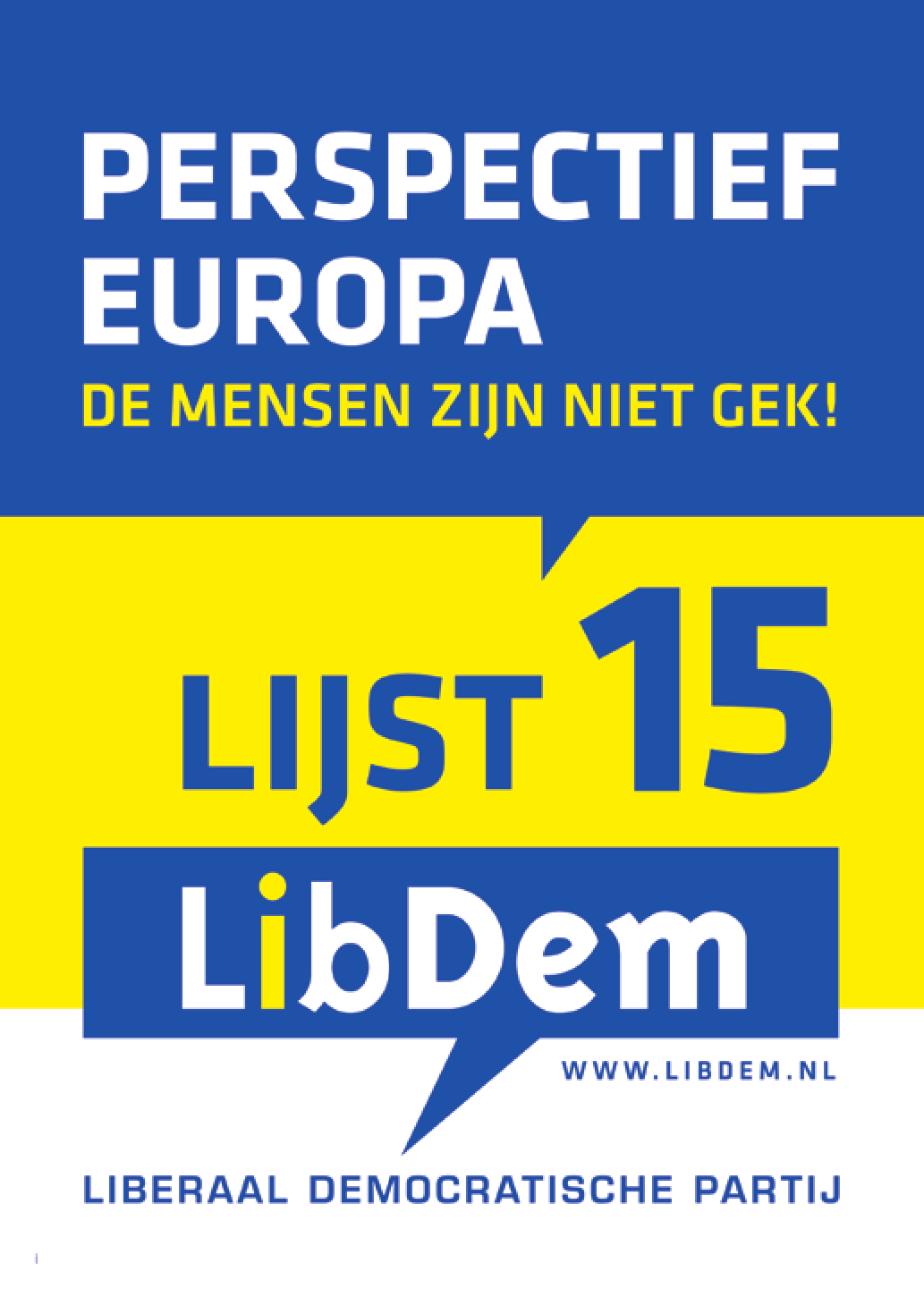
Campagneposter

De kandidatenlijst voor de Europese Parlementsverkiezingen 2014 van de Liberaal Democratische Partij (lijstnummer 15) is na controle door de Kiesraad als volgt vastgesteld:
1. Van Tuyll van Serooskerken S.E. (Sammy) (m), Haarlem
2. Van Endhoven P. (Frits) (m), Well
3. Van Dartel W.H.H. (Wilma) (v), 's-Hertogenbosch
4. Witteveen E. (Eleonore) (v), Amsterdam
5. Van Eenennaam P.J. (Jaap) (m), Heiloo
6. De Boevere PA. (Petra) (v), Breskens
7. Van Teeffelen B.K. (Bart) (m), Rotterdam
8. Van Ittersum W. (Wolf) (m), Tuk
9. Ten Hoor J.J. (Jan Jaap) (m), Leidschendam
10. Berends J.H. (Hans) (m), Utrecht
11. Cohen Tervaert D.G. (Dirk) (m), Bosch en Duin
12. Ankersmit F.R. (Frank) (m), Glimmen

CDA-Europese Volkspartij · 
PVV (Partij voor de Vrijheid) ·
P.v.d.A./Europese Sociaaldemocraten ·
VVD ·
Democraten 66 (D66)-ALDE ·
GROENLINKS ·
SP (Socialistische Partij) ·
ChristenUnie-SGP ·
Artikel50 ·
IQ, de Rechten-Plichten-Partij ·
Piratenpartij ·
50PLUS ·
De Groenen ·
Anti EU(ro) Partij ·
Liberaal Democratische Partij ·
JEZUS LEEFT ·
ikkiesvooreerlijk.eu ·
Partij voor de Dieren ·
Aandacht en Eenvoud